# 1968 en football
Cet article présente les faits marquants de l'année 1968 en football.

## Chronologie
- 21 janvier : la République démocratique du Congo (appelée Congo Kinshasa) remporte la Coupe d'Afrique des Nations (CAN) en battant le Ghana en finale. C'est la première "CAN" remportée par la République démocratique du Congo. La Côte d'Ivoire se classe 3e de la compétition en battant l'Éthiopie.
  - Article détaillé : Coupe d'Afrique des nations 1968

- 20 avril : le gardien de but italien Dino Zoff reçoit sa première sélection en équipe nationale.

- 12 mai, Coupe de France, finale : au Stade olympique Yves-du-Manoir de Colombes, l'AS Saint-Étienne remporte la Coupe de France en s'imposant sur le score de 2 buts à 1 face aux Girondins de Bordeaux. Il s'agit de la deuxième Coupe de France gagnée par les "Verts".

- 23 mai : le Milan AC remporte la Coupe des vainqueurs de Coupe en battant en finale le club allemand du Hambourg SV. C'est la deuxième fois qu'un club italien remporte la compétition.
  - Article détaillé : Coupe d'Europe des vainqueurs de coupe 1967-1968
- 29 mai : au Wembley Stadium, Manchester United remporte la Ligue des champions face au Benfica Lisbonne sur le large score de 4-1. C'est la première Coupe des clubs champions gagnée par un club anglais.

- 30 mai : l'équipe des Pays-Bas dispute son 300e match officiel à l'occasion d'un rencontre amicale face à l'Écosse.

- 10 juin : l'Italie remporte le Championnat d'Europe de football face à la Yougoslavie.

- 23 juin : Tragédie de la porte 12. Une bousculade fait 71 morts et plus de 150 blessés au stade Monumental de Buenos Aires en Argentine.

- 11 septembre : Leeds United remporte la Coupe des villes de foires face au club hongrois du Ferencváros TC.

## Champions nationaux
- Le FC Nuremberg remporte le championnat d'Allemagne.
- Manchester City remporte le championnat d'Angleterre.
- Le Real Madrid remporte le championnat d'Espagne.
- L'AS Saint-Étienne remporte le championnat de France.
- Le Milan AC remporte le championnat d'Italie.
- Le RSC Anderlecht remporte le championnat de Belgique.
- L'Ajax Amsterdam remporte le championnat des Pays-Bas.
- Le Benfica Lisbonne remporte le Championnat du Portugal.

## Naissances
Plus d'informations : Liste d'acteurs du football nés en 1968.
- Oliver Bierhoff.
- Zvonimir Boban.
- Marcel Desailly.
- Didier Deschamps.
- Paolo Di Canio.
- Youri Djorkaeff.
- Franck Dumas.
- Fernando Hierro.
- Paolo Maldini.
- Michel Pavon.
- Davor Šuker.
- Hervé Renard.
- Slaven Bilic.
- Tito Vilanova.

## Décès
- 16 avril : décès à 80 ans d'André Trousselier, joueur français.
- 15 juin : décès de Rafael León, joueur péruvien.
- 17 juin : décès à 67 ans de José Nasazzi, international uruguayen ayant remporté la médaille d'or aux Jeux olympiques 1924 et 1928, la Coupe du monde 1930 et 4 Copa América. Il fut également sélectionneur de son pays.
- 10 août : décès à 78 ans de Gabriel Hanot, footballeur international français, puis journaliste et sélectionneur de l'équipe de France.

## Liens
- RSSSF : Tous les résultats du monde